# Lista de episódios de Under the Dome
Under the Dome é uma série de televisão americana de drama, fantasia, ficção científica e mistério desenvolvida por Brian K. Vaughan e baseada no romance homônimo de Stephen King. A série tem como produtores executivos Brian K. Vaughan, Darryl Frank, Jack Bender, Justin Falvey, Neal Baer, Steven Spielberg, Stephen King e Stacey Snider. Under the Dome estreou na CBS em 24 de junho de 2013.
Baseado no livro de mesmo nome, Under the Dome conta a história dos moradores da pequena cidade de Chester's Mill, nos Estados Unidos, onde uma enorme e transparente cúpula indestrutível de repente os corta do resto do mundo. Sem acesso a internet, celular e TV, as pessoas presas dentro da cúpula devem encontrar suas próprias maneiras de sobreviver com a diminuição dos recursos e as crescentes tensões. Enquanto as forças militares, o governo e os meios de comunicação posicionados fora da barreira tentam derruba-lá, um pequeno grupo de pessoas presas lá dentro, tentam descobrir o que é, de onde veio, e quando (e se) ela vai embora.
Atualmente a série contém três temporadas e um total de 31 episódios que já foram ao ar.

## Exibição da série
| Temporada | Temporada | Episódios | Exibição original    | Exibição original      | Data lançamento em DVD e Blu-ray | Data lançamento em DVD e Blu-ray | Data lançamento em DVD e Blu-ray |
| Temporada | Temporada | Episódios | Estreia da temporada | Final da temporada     | Região 1                         | Região 2                         | Região 4                         |
| --------- | --------- | --------- | -------------------- | ---------------------- | -------------------------------- | -------------------------------- | -------------------------------- |
|           | 1         | 13        | 24 de junho de 2013  | 16 de setembro de 2013 | 5 de novembro de 2013            | 18 de novembro de 2013           | 27 de novembro de 2013           |
|           | 2         | 13        | 30 de junho de 2014  | 22 de setembro de 2014 | 9 de dezembro de 2014            | 29 de dezembro de 2014           | 3 de dezembro de 2014            |
|           | 3         | 13        | 25 de junho de 2015  | 10 de setembro de 2015 | —                                | —                                | —                                |

## Episódios

### Primeira temporada (2013)
| #  | Ep. | Título                                    | Direção              | Roteiro                                 | Audiência | Exibição original      |
| -- | --- | ----------------------------------------- | -------------------- | --------------------------------------- | --------- | ---------------------- |
| 1  | 1   | "Pilot"Piloto                             | Niels Arden Oplev    | Adaptação: Brian K. Vaughan             | 13.53     | 24 de junho de 2013    |
| 2  | 2   | "The Fire"Fogo                            | Jack Bender          | Rick Cleveland                          | 11.81     | 1 de julho de 2013     |
| 3  | 3   | "Manhunt"Perseguição                      | Paul Edwards         | Adam Stein                              | 10.71     | 8 de julho de 2013     |
| 4  | 4   | "Outbreak"Surto                           | Kari Skogland        | Peter Calloway                          | 11.13     | 15 de julho de 2013    |
| 5  | 5   | "Blue on Blue"Fogo Amigo                  | Jack Bender          | Brian K. Vaughan                        | 11.60     | 22 de julho de 2013    |
| 6  | 6   | "The Endless Thirst"Água                  | Kari Skogland        | Soo Hugh                                | 11.41     | 29 de julho de 2013    |
| 7  | 7   | "Imperfect Circles"Círculos Imperfeitos   | Miguel Sapochnik     | Caitlin Parrish                         | 10.42     | 5 de agosto de 2013    |
| 8  | 8   | "Thicker Than Water"Laços de Sangue       | Jack Bender          | Adam Stein                              | 10.36     | 12 de agosto de 2013   |
| 9  | 9   | "The Fourth Hand"A Quarta Mão             | Roxann Dawson        | Daniel Truly                            | 10.64     | 19 de agosto de 2013   |
| 10 | 10  | "Let the Games Begin"Que Comecem os Jogos | Sergio Mimica-Gezzan | Andres Fischer-Centeno e Peter Calloway | 11.11     | 26 de agosto de 2013   |
| 11 | 11  | "Speak of the Devil"Falando no Diabo      | David Barrett        | Scott Gold                              | 11.15     | 2 de setembro de 2013  |
| 12 | 12  | "Exigent Circumstances"Circunstâncias     | Peter Leto           | Adam Stein e Caitlin Parrish            | 9.72      | 9 de setembro de 2013  |
| 13 | 13  | "Curtains"Fecham-se as Cortinas           | Jack Bender          | Brian K. Vaughan e Scott Gold           | 12.10     | 16 de setembro de 2013 |

### Segunda temporada (2014)
| #  | Ep. | Título                              | Direção          | Roteiro                                    | Audiência | Exibição original      |
| -- | --- | ----------------------------------- | ---------------- | ------------------------------------------ | --------- | ---------------------- |
| 14 | 1   | "Heads Will Roll"Cabeças Irão Rolar | Jack Bender      | Stephen King                               | 9.41      | 30 de junho de 2014    |
| 15 | 2   | "Infestation"Infestação             | Ernest Dickerson | Kelly Souders e Brian Peterson             | 7.70      | 7 de julho de 2014     |
| 16 | 3   | "Force Majeure"Força Maior          | Peter Leto       | Adam Stein                                 | 7.64      | 14 de julho de 2014    |
| 17 | 4   | "Revelation"Revelação               | Holly Dale       | Alexandra McNally                          | 6.74      | 21 de julho de 2014    |
| 18 | 5   | "Reconciliation"Reconciliação       | Ed Ornelas       | Cathryn Humphris                           | 6.57      | 28 de julho de 2014    |
| 19 | 6   | "In the Dark"Na Escuridão           | Jack Bender      | Caitlin Parrish                            | 6.83      | 4 de agosto de 2014    |
| 20 | 7   | "Going Home"Ida Para Casa           | David Barrett    | Peter Calloway                             | 6.90      | 11 de agosto de 2014   |
| 21 | 8   | "Awakening"Despertar                | Jack Bender      | Andres Fischer-Centeno e Daniel Truly      | 7.30      | 18 de agosto de 2014   |
| 22 | 9   | "The Red Door"A Porta Vermelha      | Peter Weller     | Kelly Souders, Brian Peterson e Adam Stein | 6.60      | 25 de agosto de 2014   |
| 23 | 10  | "The Fall"A Queda                   | Eriq La Salle    | Alexandra McNally e Mark Linehan Bruner    | 6.29      | 1 de setembro de 2014  |
| 24 | 11  | "Black Ice"Gelo Negro               | Jack Bender      | Adam Stein e Peter Calloway                | 6.62      | 8 de setembro de 2014  |
| 25 | 12  | "Turn"A Virada                      | Peter Leto       | William Kendall e Daniel Truly             | 7.04      | 15 de setembro de 2014 |
| 26 | 13  | "Go Now"Agora Vai                   | Jack Bender      | Caitlin Parrish e Cathryn Humphris         | 7.52      | 22 de setembro de 2014 |